# KamAZ-54112
Der KamAZ-54112 (russisch КамАЗ-54112) ist ein Lastwagen aus der Produktion des KAMAZ-Werks in Nabereschnyje Tschelny. Das Fahrzeug wurde von 1980 bis wahrscheinlich 2006 in Serie gebaut. Vom Vorgänger KamAZ-5410 unterscheidet sich das Modell hauptsächlich durch eine gesteigerte Nutzlast. Neben der Grundausführung als Sattelzugmaschine wurden auch Kipper gebaut.

## Fahrzeugbeschreibung

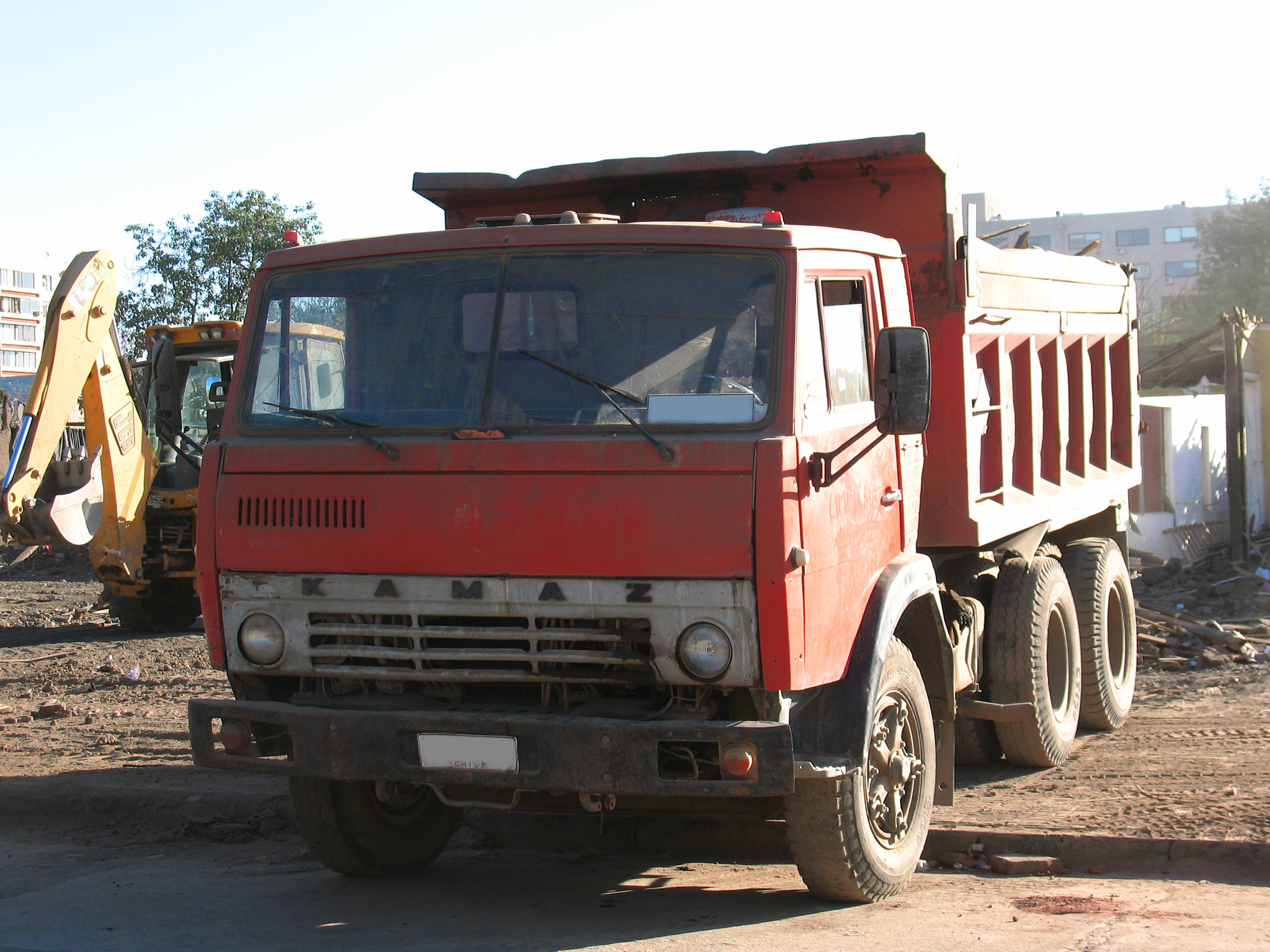
KamAZ-54112 als Kipper in Chile (etwa 2010)

Der KamAZ-54112 wurde in den späten 1970er-Jahren aus dem KamAZ-5410 entwickelt und ab 1980 in Serie gebaut. Äußerlich unterscheiden sich die beiden Fahrzeuge kaum, jedoch ist der KamAZ-54112 in der Lage, bei höheren Sattellasten Auflieger mit einem größeren Gewicht zu ziehen. Dies bedingte einige Umbauten am Rahmen. Zusätzlich wurden kleinere Änderungen an der Anordnung verschiedener technischer Komponenten wie Ersatzrad und Tanks vorgenommen, die sich hauptsächlich direkt hinter oder unter der Fahrerkabine befinden.
Außerdem ist das Fahrzeug für den Betrieb in schwierigen klimatischen Verhältnissen ausgelegt. Die Grundversion kann bei Temperaturen von −40 bis +50 °C betrieben werden und verkraftet eine Luftfeuchte der Außenluft von 98 % bei +35 °C. Zusätzlich wurde eine Version mit dem Kürzel ChL (russisch ХЛ) gebaut, die bis −50 °C betriebsfähig ist.
Wann genau die Produktion eingestellt wurde, ist unklar. Wahrscheinlich ist, dass die Fertigung ebenso wie die des KamAZ-5410 im Jahr 2006 endgültig auslief. Bereits seit 1995 wurde mit dem KamAZ-54115 ein Nachfolger für beide Modelle gebaut.
Wie bereits vom Vorgänger importierte die DDR auch Fahrzeuge vom Typ KamAZ-54112. Einige wurden nachträglich mit einer Kipphydraulik versehen, damit entsprechende Sattelauflieger zum Transport von Schüttgütern im Verbund mit den Fahrzeugen betrieben werden konnten. In der DDR erhielten diese nachträglich modifizierten Fahrzeuge die Bezeichnung KamAZ-54112H.

## Technische Daten
Die hier aufgeführten Daten gelten für Fahrzeuge vom Typ KamAZ-54112. Über die Bauzeit hinweg und aufgrund verschiedener Modifikationen an den Fahrzeugen können einzelne Werte leicht schwanken.
- Motor: Viertakt-V8-Dieselmotor
- Motortyp: KamAZ-740
- Leistung: 210 PS (154 kW)
- maximales Drehmoment: 639 Nm
- Hubraum: 10.850 cm³
- Bohrung: 120 mm
- Hub: 120 mm
- Tankinhalt: 2 × 125 l
- Verbrauch: 35 l/100 km
- Getriebe: manuelles Fünfgang-Schaltgetriebe mit Geländeuntersetzung
- Höchstgeschwindigkeit: 95 km/h
- maximal befahrbare Steigung: 18 %
- Antriebsformel: 6×4

Abmessungen und Gewichte
- Länge: 6200 mm
- Breite: 2500 mm
- Höhe: 2850 mm
- Radstand: 2840 + 1320 mm
- Wendekreis: 18 m
- Spurweite vorne: 2010 mm
- Spurweite hinten: 1850 mm
- Bodenfreiheit: 280 mm
- Leergewicht: 7050 kg
- Zuladung: 11.350 kg
- zulässiges Gesamtgewicht: 19.000 kg
- zulässiges Gesamtgewicht Zug: 33.000–35.000 kg
- Achslast vorne: 4395 kg
- Achslast hinten (Doppelachse): 13.930 kg